# Dent de Tsalion
La dent de Tsalion est un sommet des Alpes valaisannes, en Suisse, situé dans le canton du Valais, qui culmine à 3 591 m d'altitude.
Située entre la dent de Perroc et la pointe des Genevois au nord et l'aiguille de la Tsa au sud, la dent de Tsalion domine le glacier du Mont Miné à l'est et le val d'Arolla à l'ouest.